# Superskalarność

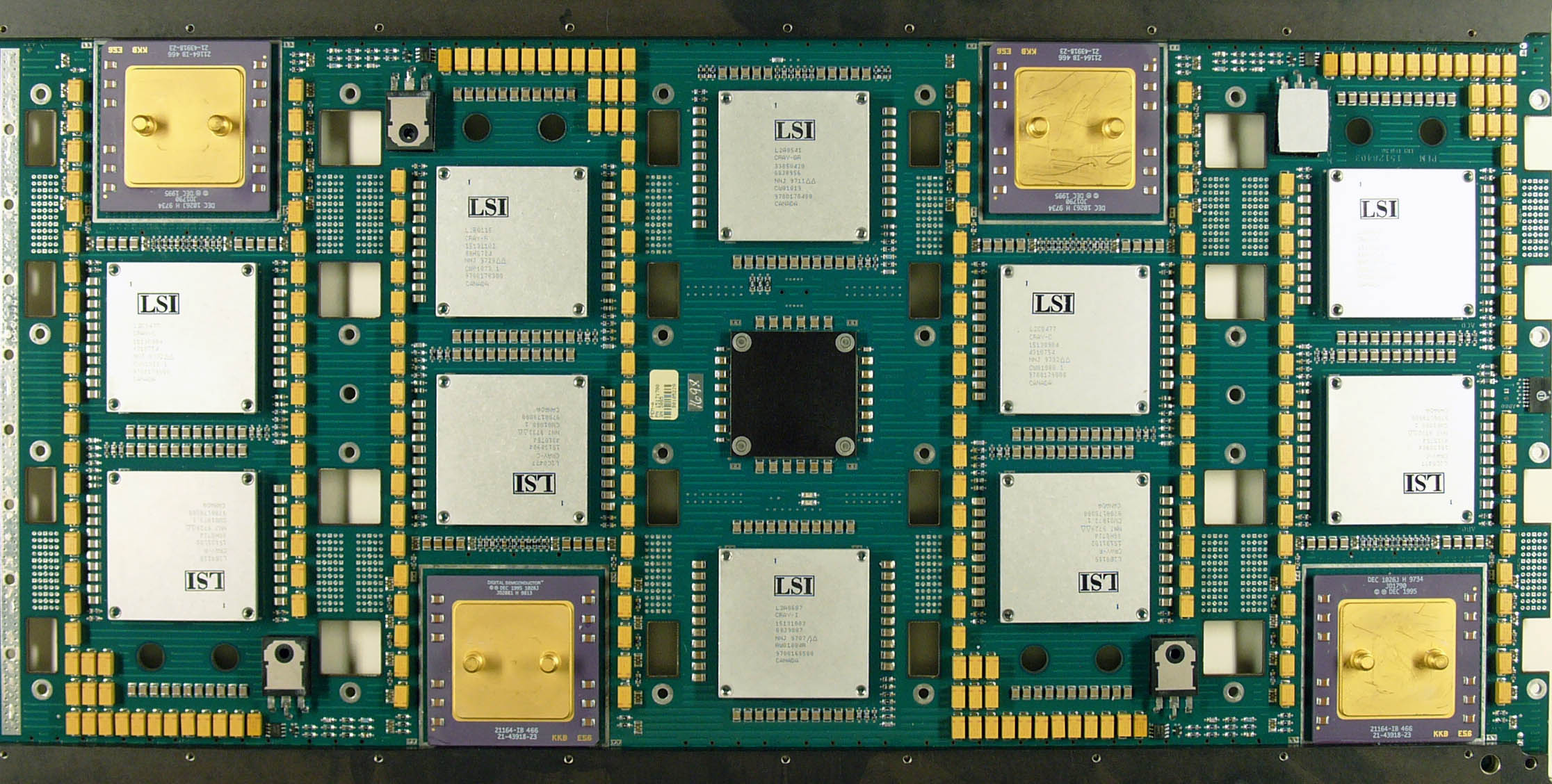
Płyta procesorowa superkomputera CRAY T3E z czterema superskalarnymi procesorami Alpha 21164.

Superskalarność (ang. superscalar) – cecha mikroprocesorów oznaczająca możliwość jednoczesnego wykonywania kilku rozkazów maszynowych, realizowana poprzez zwielokrotnienie skalarnych jednostek wykonawczych.
Pierwszym procesorem Intela z rodziny x86 wykorzystującym fragmentaryczną superskalarność był procesor Pentium, który miał dwie jednostki wykonawcze, z czego jedną zubożoną, mogącą wykonywać tylko proste instrukcje; Pentium Pro posiadał już 3 jednostki wykonawcze. Większość procesorów superskalarnych nie ma w pełni zduplikowanych jednostek wykonawczych kodu, jednak mogą mieć one wiele ALU, jednostek zmiennopozycyjnych itp., wobec czego pewne instrukcje będą wykonywane znacznie szybciej, a inne znów wolniej.
Pełne wykorzystanie wszystkich jednostek wykonawczych zależy od tego, czy w programie nie występują zależności między kolejnymi instrukcjami – tj. czy kolejna instrukcja jako argumentu nie potrzebuje wyników poprzedniej. Np. instrukcje: 
```
a = b + 5
c = a + 10
```

nie będą mogły zostać wykonane równolegle, ponieważ wartość c zależy od wyliczanej wcześniej a. Jeśliby jednak usunąć zależność i napisać równoważnie:
```
a = b + 5
c = b + 15
```

realizacja superskalarna tych instrukcji będzie możliwa.
Minimalizacja zależności jest kluczowa, aby możliwe było pełne użycie dostępnych zasobów mikroprocesora – o właściwe rozmieszczenie instrukcji dba programista lub kompilator. Ponadto współczesne procesory, np. Pentium Pro i nowsze, mogą zmieniać kolejność wykonywanych instrukcji zachowując jednak zależności między nimi – aby w pełni wykorzystać jednostki wykonawcze odpowiednie mechanizmy wyszukują instrukcje niezależne od siebie i wykonują je równolegle.